# Captured Live (Peter Tosh)
Captured Live è il primo album dal vivo del cantante reggae Peter Tosh, pubblicato dalla EMI nel 1984.

## Tracce
1. Coming in Hot (Tosh)
2. Bush Doctor (Tosh)
3. African (Tosh)
4. Get Up, Stand Up (Marley, Tosh)
5. Johnny B. Goode (Berry)
6. Equal Rights/Downpresser Man (Tosh)
7. Rastafari Is (Tosh)